# Bronwenia acapulcensis
Bronwenia acapulcensis är en tvåhjärtbladig växtart som först beskrevs av Joseph Nelson Rose, och fick sitt nu gällande namn av W.R.Anderson och C.Davis. Bronwenia acapulcensis ingår i släktet Bronwenia och familjen Malpighiaceae. Utöver nominatformen finns också underarten B. a. llanensis.